# The Jerry Springer Show

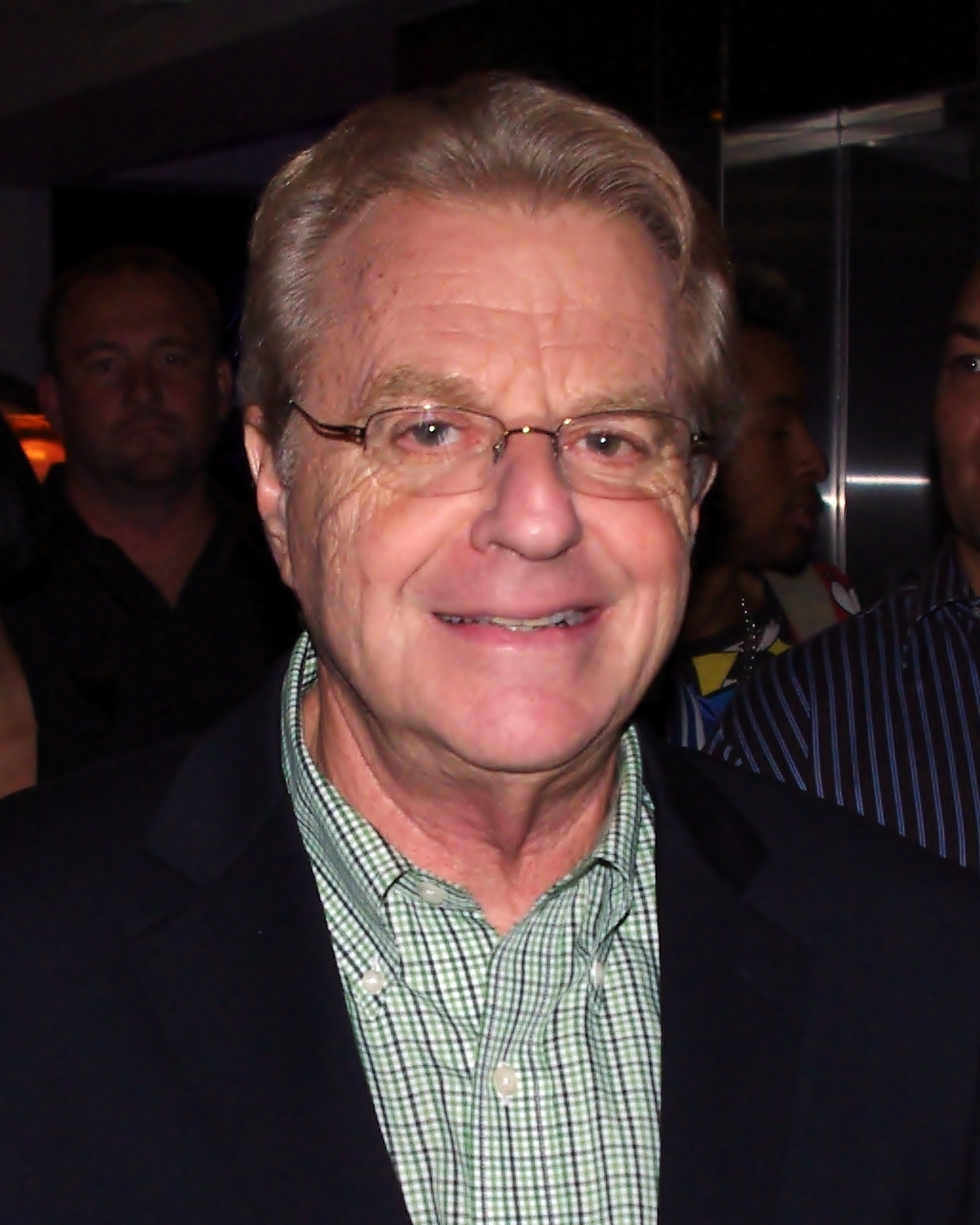
Jerry Springer en el Copacabana de Nueva York para el lanzamiento del nuevo libro de Michael Musto, Fork on the Left, Knife in the Back (2011).

The Jerry Springer Show fue un talk show estadounidense, que se emitió  desde el 20 de septiembre de 1991 hasta su cancelación el 26 de julio de 2018.

## Elenco
- Jerry Springer - Presentador

## Descripción
The Jerry Springer Show es un programa conocido por mostrar historias de personas reales pero extrañas, historias semejantes a las que se ven en las telenovelas: infidelidad, engaños y, a veces, violencia. Cada episodio tiene un propósito para que participe la gente involucrada y discuta. El tema de un show puede variar de "¿Quién es el padre?" hasta "El hijo que conoce a su madre".
El programa es conocido por atraer gente grotesca o ridícula. Peleas entre los panelistas en el escenario son normales y se transformaron en la marca del show. 
Jerry Springer, el anfitrión, ha aparecido muchas veces afuera del show, como en la película Scary Movie, y otras producciones.
En el cuarto episodio de la décima temporada de la serie de dibujos animados Los Simpson "Treehouse of Horror IX" La familia Simpson y Kang aparecen en The Jerry Springer Show. También estuvo en Sabrina la bruja adolescente